# スロヴェニア国立マリボール歌劇場

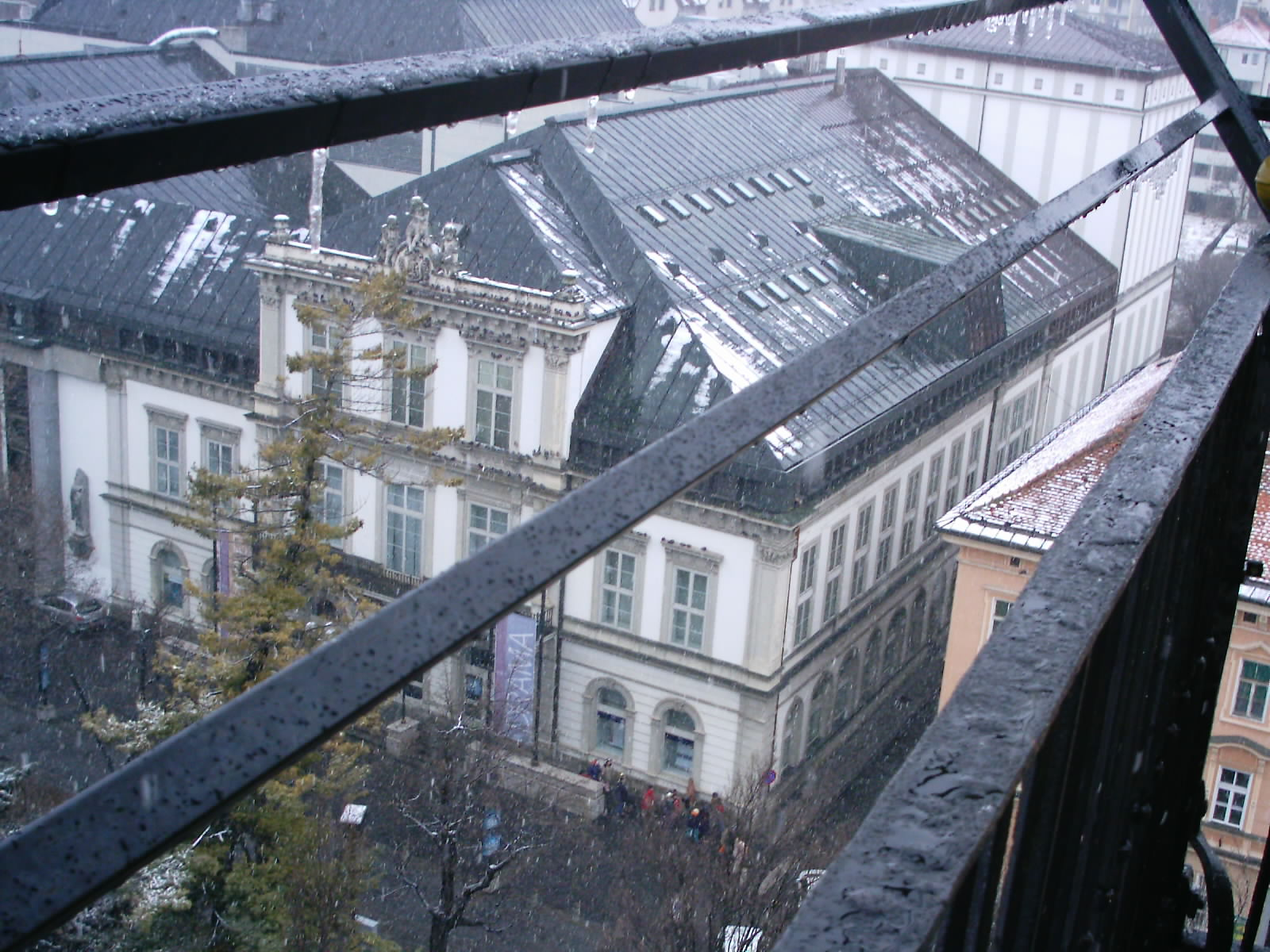
スロヴェニア国立マリボール歌劇場

スロヴェニア マリボール国立歌劇場 (SNG Maribor) は、スロベニア北東のマリボルにある歌劇場である。演劇、オペラ、バレエの上演により、スロベニア国内で最も年間観客動員数が多い歌劇場である。

## 公演
歌劇場は定期公演として、Slovene National Opera and Ballet Companyの公演を上演する。2012年1月には、Marij Kogojのオペラ Black Masks が上演された。

## 参照
1. ↑  “アーカイブされたコピー”. 2011年9月27日時点のオリジナルよりアーカイブ。2013年5月10日閲覧。 Maribor Uni

座標: 北緯46度33分35.04秒 東経15度38分39.03秒 / 北緯46.5597333度 東経15.6441750度